# Papyrus 8
Papyrus 8 (volgens de nummering van Gregory-Aland), of {\displaystyle {\mathfrak {P}}^{8}}, is een oude kopie van het Nieuwe Testament in het Grieks.

## Beschrijving
Het is een handschrift op papyrus van de Handelingen van de Apostelen (4,31-37; 5,2-9; 6,1-6.8-15) in het Grieks. Op grond van het schrifttype wordt het gedateerd in de vroege 4e eeuw.
De codex werd geschreven in twee kolommen per pagina, 25 regels per pagina.
Het handschrift bevindt zich in het Staatliche Museen zu Berlin (Inv. no. 8683) in Berlijn.

## Tekst
De codex is een representant van het Alexandrijnse tekst. Kurt Aland plaatste de codex in Categorie II.